# Rodolfo Puiggrós
Rodolfo José Puiggrós (Buenos Aires, 19 de noviembre de 1906 - La Habana, Cuba, 12 de noviembre de 1980) fue un escritor, historiador, periodista y político argentino. Sus restos fueron inhumados en México y luego trasladados a la Argentina en 1987.

## Biografía
Su padre, el catalán José Ramón Pío Puiggrós, combatió en la Guerra hispano-estadounidense en Filipinas, tras lo cual se estableció en Buenos Aires. Al cumplir veinte años viajó con su padre por España, Portugal, Bélgica, Holanda, Escandinavia y llegaron hasta la URSS, en plena consolidación de la revolución bolchevique, acontecimiento que marcó a fuego su personalidad y desde ese momento la cuestión del protagonismo obrero comenzó a ser un tema que despertó su curiosidad y ocupó su interés durante toda su vida. Tras permanecer dos años en Europa, regresó en 1928 y se afilió al Partido Comunista de la Argentina del que fue expulsado a mediados de 1947, cuando se vincula al peronismo fundando una organización propia.
Vivió dos años en París y dos en Londres, período durante el cual comenzaría a nutrirse de las discusiones políticas e ideológicas europeas de la época, tanto como de las obras referidas a las ciencias sociales, economía y filosofía-
Fue redactor del diario Crítica de Natalio Botana desde 1935 a 1955. Formó parte de la Asociación de Intelectuales, Artistas, Periodistas y Escritores (AIAIPE) que fundara en 1935 Aníbal Ponce. Fue fundador del periódico Brújula, de la revista Argumentos y del periódico El Norte, de Jujuy. En la misma época ejerció la docencia en el Colegio Libre de Estudios Superiores. En 1946 fundó el Movimiento Obrero Comunista y se vinculó al movimiento del general Juan Domingo Perón, lo que le valió la expulsión del PC en 1947. Desde 1947 a 1955 dirigió la publicación Clase Obrera, ligado al movimiento peronista. 
Se casa con Valentina Lapacó, una exiliada rusa en Argentina y tienen una hija Adriana Victoria Puiggrós (1941) y Sergio Puiggrós (1950). 
Desde 1955 a 1961, participó activamente en la Resistencia peronista a través de la organización Argentinos de Pie. En 1956, edita su famoso libro Historia crítica de los partidos políticos en la Argentina, ese mismo año, perseguido por la dictadura autodenominada Revolución Libertadora inicia el primer exilio político a México.
En 1959 viajó a la República Popular China, invitado por su gobierno. Entre 1961 y 1967 vivió en México. Fue profesor de la UNAM y cofundador del diario El Día y de su suplemento El Gallo Ilustrado. Hasta 1977 mantuvo una columna sobre temas internacionales.
En 1973 fue nombrado interventor de la Universidad de Buenos Aires, que comenzó a llamarse Universidad Nacional y Popular de Buenos Aires. Creó el Instituto del Tercer Mundo con la dirección del padre Hernán Benítez, con Sergio Puiggrós, Dúmar "Tito" Albavi y Mario Hernández, entre otros.
Como su vida corría peligro por reiteradas amenazas de la Triple A de López Rega, la organización Montoneros lo trasladó a México con su compañera Delia Carnelli. Su hijo Sergio murió combatiendo como oficial de Montoneros en 1976.
En 1977 dirigió la rama de Profesionales, Intelectuales y Artistas del Movimiento Peronista Montonero, agrupando a Juan Gelman, Pedro Orgambide, Norman Briski y Sylvia Bermann, entre otros. Luego se suman Pino Solanas, Rodolfo Walsh, Miguel Bonasso, Héctor Germán Oesterheld, Paco Urondo y muchos más. Pasó a formar parte de la mesa de conducción del Movimiento Peronista Montonero con Yager, Perdía, Obregón Cano, Vaca Narvaja, Bidegain, Pereyra Rossi y Firmenich. Fue fundador del Comité de Solidaridad con el Pueblo Argentino (COSPA). Cuando falleció era su secretario general. Fue sucedido por su esposa Delia. También fundó el Comité de Solidaridad Latinoamericana con Mario Guzmán Galarza de Bolivia, Gabriel García Márquez de Colombia, Pedro Vuskovic de Chile, Gerard Pierre Charles de Haití, Pablo González Casanova de México, Jorge Turner Morales de Panamá, Gerardo Carnero Checa de Perú, Carlos Quijano de Uruguay y otros.
Dirigió la Editorial Patria Grande hasta su muerte. La misma estaba dedicada principalmente a difundir libros de historia de la corriente revisionista.
A los 73 años el 12 de noviembre de 1980 Rodolfo Puiggrós falleció en la Clínica Central Cira García de la Ciudad de La Habana a raíz de un paro cardiorrespiratorio. El 15 de noviembre sus restos fueron trasladados a la Ciudad de México, velados en el Comité de Solidaridad con el Pueblo Argentino (COSPA) y enterrados en la Rotonda de las Personas Ilustres del Panteón Civil de Dolores.
En 1987 sus cenizas fueron trasladadas a la bóveda de la familia Puiggrós, ubicada en el Cementerio de la Chacarita de la Ciudad de Buenos Aires, cumpliéndose así su deseo de descansar junto a su hijo Sergio.
Era hermano del dirigente Demócrata Cristiano Oscar Puiggrós, quien fuera ministro durante los gobiernos de Frondizi, Guido y Lanusse.

## Obras
- La locura de Nirvo, Buenos Aires, M. Gleizer, 1928.
- A 130 años de la revolución de Mayo, Buenos Aires, A.I.A.P.E, 1940.
- De la colonia a la revolución, Buenos Aires, A.I.A.P.E, 1940.
- La herencia que Rosas dejó al país, Buenos Aires, Problemas, 1940.
- Mariano Moreno y la revolución democrática argentina, Buenos Aires, Problemas, 1941.
- El pensamiento de Mariano Moreno (Selección y prólogo), Buenos Aires, Lautaro, 1942.
- Los caudillos de la revolución de mayo, Buenos Aires, Problemas, 1942.
- Rosas el pequeño, Montevideo, Pueblos Unidos, 1943.
- Los utopistas (Selección e introducción), Buenos Aires, Futuro, 1945.
- Los enciclopedistas (Selección e introducción), Buenos Aires, Futuro, 1945.
- Historia económica del Río de la Plata, Buenos Aires, Futuro, 1945.
- La época de Mariano Moreno, Buenos Aires, Partenón, 1949.
- Historia crítica de los partidos políticos argentinos, Buenos Aires, Argumentos, 1956.
- Libre empresa o nacionalización de la industria de la carne, Buenos Aires, Argumentos, 1957, 2.ª ed., 1973.
- El proletariado en la revolución nacional, Buenos Aires, Trafac, 1958.
- La España que conquistó al Nuevo Mundo, México, B. Costa-Amic, 1961.
- Los orígenes de la filosofía, México, B. Costa-Amic, 1962.
- Génesis y desarrollo del feudalismo, México, Trillas, 1965.
- Pueblo y oligarquía, Buenos Aires, Jorge Álvarez, 1965.
- El yrigoyenismo, Buenos Aires, Jorge Álvarez, 1965.
- Integración de América Latina, Factores ideológicos y políticos, Buenos Aires, Jorge Álvarez, 1965.
- Juan XXIII y la tradición de la Iglesia, Buenos Aires, Jorge Álvarez, 1966.
- Las izquierdas y el problema nacional, Buenos Aires, Jorge Álvarez, 1967.
- Las corrientes filosóficas y el pensamiento político argentino, Buenos Aires, IPEAL, 1968.
- La democracia fraudulenta, Buenos Aires, Jorge Álvarez, 1968.
- El peronismo: sus causas, Buenos Aires, Jorge Álvarez, 1969.
- Argentina entre golpes, Buenos Aires, Carlos Pérez, 1969.
- América Latina en transición, Buenos Aires, Juárez Editor. 2 vols, 1969.
- A dónde vamos, argentinos, Buenos Aires, Corregidor, 1972.
- La Universidad del Pueblo, Buenos Aires, Ediciones de Crisis, 1974.